# Neivamyrmex californicus
Neivamyrmex californicus es una especie de hormiga guerrera del género Neivamyrmex, subfamilia Dorylinae. Esta especie fue descrita científicamente por Mayr en 1870.